# Poio Pescamar Fúbol Sala
El Poio Pescamar Fútbol Sala es un club de fútbol sala femenino de España de la localidad de Poyo, en la provincia de Pontevedra (Galicia). Juega en la Primera División de fútbol sala femenino. Fue fundado en el año 1997 con el nombre de Ateneo Combarro.

## Historia
En la temporada 2012-13 termina en segunda posición en su grupo, lo que le da derecho a jugar el play-off de ascenso a primera división donde se enfrenta al Rubí y consigue el ascenso.
En su debut en la máxima categoría, logra mantenerse finalizando en décima posición en la tabla. En las dos siguientes temporadas sigue acabando en la zona media de la tabla ocupando la décima y novena posición. En la temporada 2016-17 consigue su mejor clasificación hasta el momento dónde acaba en sexta posición lo que permite jugar la Copa de España que se juega en su casa, llega hasta los cuartos de final donde son eliminadas por el Alcorcón. En la 2017-18 finaliza en séptima posición y vuelve a jugar la Copa donde es eliminado otra vez en cuartos, este año por el Futsi Navalcarnero.
En la temporada 2018-19 iguala la sexta posición que es hasta ahora su mejor clasificación.

## Uniforme
- Uniforme titular: Camiseta de color roja, pantalón rojo, medias rojas.
- Uniforme alternativo: Camiseta azul, pantalón azul, medias azules.

## Pabellón
El equipo juega en el pabellón de A Seca, situado en el municipio de Poyo.

## Datos del club
- Temporadas en Primera División: 12.
- Mejor puesto en la liga: 2.ª.
- Peor puesto en la liga: 10.ª.
- Mayor goleada conseguida:
  - En campeonatos nacionales:
    - En casa

Poio Pescamar 12 - 0 Rayo Majadahonda (12 de noviembre de 2022)
- Fuera

Leganés 0 - 6 Poio Pescamar (15 de abril de 2023)
Móstoles 0 - 6 Poio Pescamar (26 de octubre de 2024)
- Mayor goleada recibida:
  - En campeonatos nacionales:
    - En casa

Poio Pescamar 1 - 7 Burela (3 de mayo de 2014)
Poio Pescamar 0 - 6 Futsi Navalcarnero (25 de enero de 2014)
- Fuera

Futsi Navalcarnero 8 - 1 Poio Pescamar (31 de mayo de 2014)
- Máxima goleadora en primera:

Dani Sousa, 88
Ceci, 78
Jenni Lores, 72
- Más partidos disputados en primera:

Irene García, 189
Ale de Paz, 173
JSilvia Aguete, 152

## Jugadores y cuerpo técnico

### Plantilla y cuerpo técnico (2023-24)
| Dorsal | Jugador         | Posición       | Edad    | Procedencia        |
| ------ | --------------- | -------------- | ------- | ------------------ |
| 1      | Elena González  | Portera        | 26 años | Univ. Alicante     |
| 4      | Sandra Buzón    | Portera        | 28 años | Burela FS          |
| 6      | Laura Uña       | Ala-Pívot      | 28 años | Ourense Envialia   |
| 8      | Martita         | Cierre         | 24 años | Viaxes Amarelle    |
| 9      | Anna Escribano  | Ala            | 25 años | Viaxes Amarelle    |
| 10     | Elena Aragón    | Ala-Pívot      | 29 años | Burela FS          |
| 14     | Irene García    | Ala-Pívot      | 25 años | Univ Valladolid    |
| 17     | Marta Peñalver  | Ala-Pívot      | 32 años | Citta di Falconara |
| 18     | Rocío Gómez     | Ala            | 27 años | Univ. Alicante     |
|        | Ale de Paz      | Ala-Cierre     | 30 años | Marín Futsal       |
|        | Karina Pelé     | Pívot          |         | Pato Branco        |
| PF     | Juan Carlos     | P. Físico      | 29 años | Pontevedra Juvenil |
| RD     | Adrián González | Readaptador    | 39 años | Renueva            |
| FT     | Anxo Silva      | Fisioterapeuta | 38 años | Céltiga            |